# Wind Jet
Wind Jet — існуюча раніше італійська авіакомпанія, яка виконувала регулярні та чартерні пасажирські рейси, що базувалася в аеропорту міста Катанія, Італія. Авіакомпанія була заснована в 2003 році, після розформування авіакомпанії Air Sicilia, чинним генеральним директором Antonino Pulvirenti, власником футбольної команди Calcio Catania. Була четвертою італійською авіакомпанією за кількістю пасажирів, працювала на кількох національних і континентальних рейсах, більшість яких виконувалися з основного хаба Катанії Фонтанаросса.

## Історія
Windjet була створена в 2003 році і почала свою діяльність 17 червня 2003 року. Вона на 100 % належить групі Finaria.
25 січня 2012 року в Alitalia заявили, що вони почнуть злиття з Wind Jet, а також з іншого італійською авіакомпанією Blue Panorama.
12 квітня 2012 року Alitalia вирішила продовжити придбання тільки Wind Jet, відмовившись від проекту злиття з Blue Panorama Airlines.

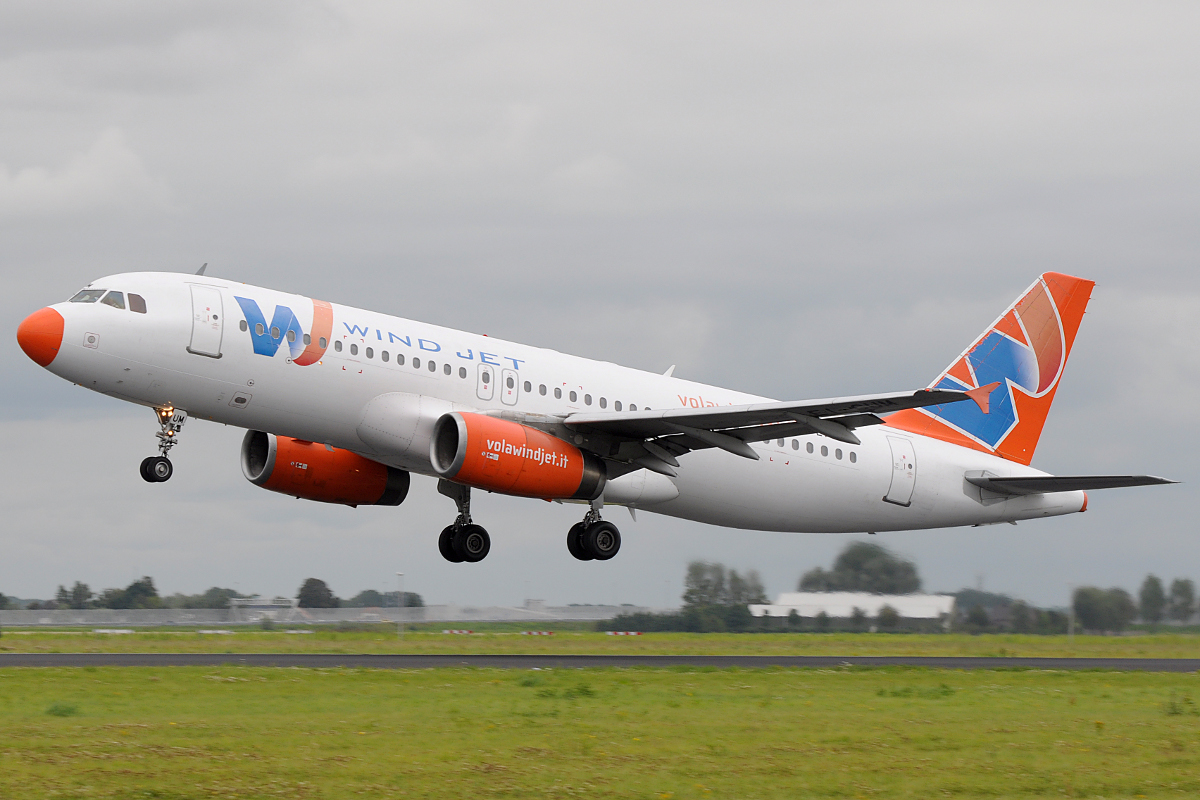
А320 Wind Jet злітає в аеропорту Амстердам-Схіпхол

До кінця липня 2012 року італійський антимонопольний орган надав Alitalia можливість придбати Wind Jet, але в обмін Alitalia повинна була відмовитися від слота на внутрішніх ключових маршрутах. Зіткнувшись з цим, Alitalia планує повторити через декілька днів у серпні 2012 року. В результаті проблем авіакомпанія припинила всі польоти 11 серпня 2012 року, і втратила свій сертифікат експлуатанта, в результаті чого 300 000 пасажирів опинилися в скрутному становищі.

## Флот
| Літак           | Кількість | Замовлено | Місць в салоні |
| --------------- | --------- | --------- | -------------- |
| Airbus A319-100 | 5         | 0         | 140            |
| Airbus A320-200 | 7         | 0         | 180            |